# Souk Lakhmis Dadès
 (octobre 2009).
Si vous disposez d'ouvrages ou d'articles de référence ou si vous connaissez des sites web de qualité traitant du thème abordé ici, merci de compléter l'article en donnant les références utiles à sa vérifiabilité et en les liant à la section « Notes et références ».

Souk Lakhmis Dadès (en arabe سوق الخميس دادس) est une commune rurale marocaine de la province de Tinghir. Elle est située à mi-chemin entre les villes de Kalâat M'Gouna et de Boumalne Dadès, et est traversée par la vallée de Dadès, qui permet à la population, majoritairement paysanne, d'irriguer les champs de blé et d'orge ainsi que les arbres fruitiers.

## L'actuel bureau communal

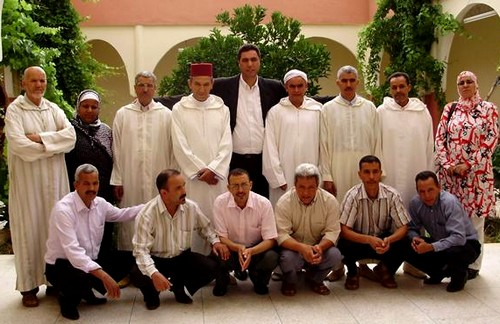

Dr. Jaafar Ait Haddou, a été élu le 22 juin 2009 par 15 voix contre 9 pour le maire sortant. Les choses sont allées très vite, l’opération de vote à bulletin secret n’a  pas eu lieu, et le nouveau bureau a été constitué en quelques minutes.
Le jour de la mise en place de la nouvelle équipe, les habitants sont venus en nombre de tous les douars, pour fêter ce changement devant le siège de la commune.

## Liste du bureau communal
(mai 2014).
- Youssef Aghzzaf : Président

## Étymologie
La commune tient son nom du jour du souk, qui est le jeudi (Khemis en berbère et en arabe), et de la vallée Dades.

## Géographie
La commune est constituée de 41 villages ou douars. Chaque village porte le nom de la tribu qui l'habite. Parmi ces tribus, on peut citer : 
- Ait Alouane
- Bouhrou
- Aitboulmane
- El goumte
- Tansgharte
- Hammade
- Amdnagh
- Ait Boubker ou Ali
- Ait kassi ou Ali
- Ait Taleb ou Ali
- Ait haddouch
- Elhart
- Ait Ameur Ouaissa
- Ait Ouzzine
- Ait Hakki
- Sarghine
- Ait Yassine
- Eittachen
- Ait Sidi Hmed
- Zaouit El bir
- Ait sidi Boubker
- Ifri
- Ait Lahssaine
- Tiylit
- Imzough
- Ayt Bouhddou
- Ait Abdellah
- Igherm n igrane
- Tislli
- Ayt Mjber
- Ait Wahi
- Ait Aissi
- Tinmiwl
- Agafay
- Izourka

## Infrastructure
Khemis Dades est dotée d'une poste, d'un dispensaire, de plusieurs écoles primaires, de deux collèges et deux lycées (le lycée Sidi Bouyahia, nom d'un saintlocal et le lycée Abdelkrim al-Khattabi), d'une pharmacie, d'un centre de mise en valeur agricole ainsi que d'un point de paiement des factures d'électricité. Il existe aussi quelques infrastructures touristiques telles que la Kasba d'Ait Kassi, la Perle de Dades, la porte de dades m, Kasbah Tusna et Kasbah Amlal ainsi que des bureaux de guides agréés. Il y a aussi un complexe sociaux de type A au centre de la Commune.

## Festivals
Le Festival du M'goun Dadès, organisé annuellement par l'association Amal Dades, comporte des projections cinématographiques, des soirées artistiques et d'autres programmes sportifs et culturels.